# Губер-Гайтс (Огайо)
Губер-Гайтс (англ. Huber Heights) — місто (англ. city) в США, в округах Монтгомері і Маямі штату Огайо. Населення — 43 439 осіб (2020).

## Географія
Губер-Гайтс розташований за координатами 39°51′32″ пн. ш. 84°6′46″ зх. д. / 39.85889° пн. ш. 84.11278° зх. д. (39.858881, -84.112893).  За даними Бюро перепису населення США в 2010 році місто мало площу 57,93 км², з яких 57,68 км² — суходіл та 0,25 км² — водойми.

## Демографія
Згідно з переписом 2010 року, у місті мешкала 38 101 особа в 14 720 домогосподарствах у складі 10 552 родин. Густота населення становила 658 осіб/км².  Було 15875 помешкань (274/км²).
Расовий склад населення:
| - 79,6 % — білих - 13,0 % — чорних або афроамериканців - 2,5 % — азіатів - 0,3 % — корінних американців - 0,1 % — вихідців з тихоокеанських островів - 1,0 % — осіб інших рас |

До двох чи більше рас належало 3,5 %. Частка іспаномовних становила 3,1 % від усіх жителів.
За віковим діапазоном населення розподілялося таким чином: 25,4 % — особи молодші 18 років, 61,7 % — особи у віці 18—64 років, 12,9 % — особи у віці 65 років та старші. Медіана віку мешканця становила 37,4 року. На 100 осіб жіночої статі у місті припадало 93,4 чоловіків;  на 100 жінок у віці від 18 років та старших — 90,0 чоловіків також старших 18 років.
Середній дохід на одне домашнє господарство  становив 62 499 доларів США (медіана — 51 641), а середній дохід на одну сім'ю — 70 600 доларів (медіана — 60 936). Медіана доходів становила 48 586 доларів для чоловіків та 36 929 доларів для жінок. За межею бідності перебувало 13,5 % осіб, у тому числі 21,4 % дітей у віці до 18 років та 4,8 % осіб у віці 65 років та старших.
Цивільне працевлаштоване населення становило 17 381 осіб. Основні галузі зайнятості: освіта, охорона здоров'я та соціальна допомога — 22,9 %, виробництво — 15,8 %, роздрібна торгівля — 10,9 %, науковці, спеціалісти, менеджери — 10,4 %.